# 꼭두

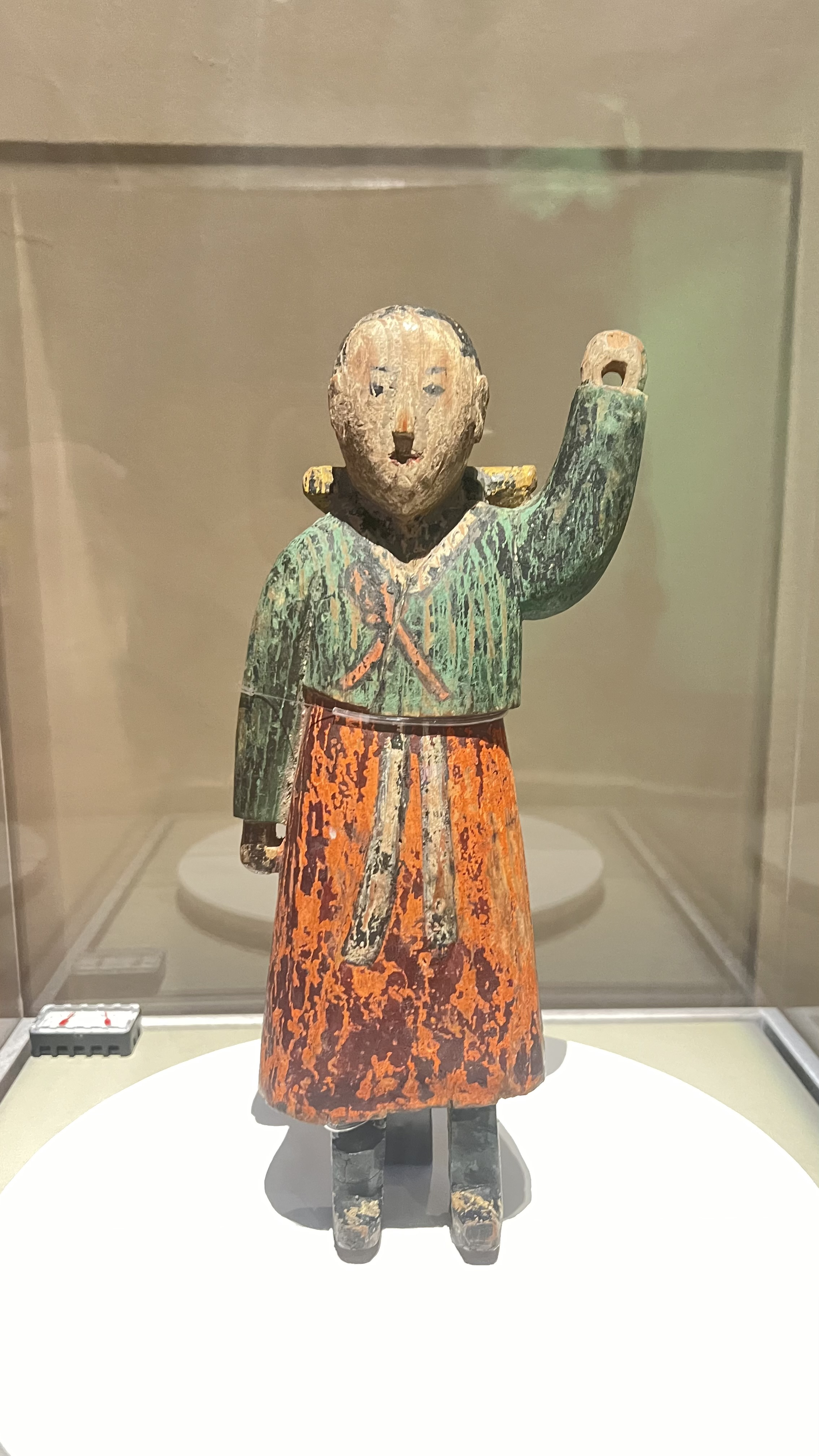
꼭두

꼭두는 장례에 쓰이는 상여에 장식되는 인형이다. 주로 나무를 깍아 만든다.

## 어원
언제부터 꼭두란 말이 쓰였는 지는 분명치 않으며 외래어라고 하더라도 그 기원이 무엇인지 의견이 분분할 뿐 명확치 않다. 15세기 문헌인 《석보상절》에 곡도라는 표현이 보인다.
꼭두라는 말은 장난감 인형, 꼭두각시놀이 등에도 널리 사용되었으나 19세기 무렵이 되면 주로 상여 부속으로 제작되는 인형을 부르는 말이 되었다.

## 상여
한국의 장례에서 상여는 온갖 꽃장식과 함께 화려하게 제작되며 망자가 저승으로 가는 여행의 출발로 여겨진다. 꼭두는 이러한 상여에 부착되어 망자의 넋을 달래고 이승의 여한을 모두 잊고 편안한 사후를 만나도록 기원하는 의미를 담고 있다.